# V zemi peciválů
V zemi peciválů (nizozemsky Het Luilekkerland) je obraz namalovaný roku 1567 vlámským malířem Pietrem Brueghelem.
Země lenosti a nenasytnosti má ve středověké literatuře pověst mytického místa, kde není nutné pracovat a kde jídlo, pití je tak dostupné, že stačí jenom otevřít pusu, abychom je dostali. Na obraze vidíme celkem tři hlavní postavy – úředníka, rolníka a vojáka. Všichni si pospávají na zemi pod stolem, který je pevně svázán se stromem. Úředníkova kniha, papíry, inkoust a pero leží jen tak nečinně, stejně jako rolníkův cep a vojákovo kopí a ochranná rukavice. Dále uprostřed obrazu pozorujeme napůl snězené vejce, které ve své skořápce běží mezi rolníka a úředníka.
Stůl přidělaný ke stromu je zatížený částečně snědenými pokrmy a nápoji. Napravo za stromem vidíme nějaký pečený druh drůbeže, který leží na talíři připraven k požití. Za ním je opečené prase, které běží s nožem vraženým pod kůži. Na levé straně se rytíř vynořuje z přístavku, jehož střecha je složená z mís naplněných koláči. S otevřenou pusou čeká na opečeného holuba (holub se postupem času vytratil, z důvodu restaurátorských prací). Plůtek za stromem je vytvořen z propletených nožiček párků.
Brueghel v tomto obraze s jistotou odsuzuje zlozvyky, jako jsou lenost a obžerství. Podle jedné teorie je malba politickou satirou mířenou na aktéry první fáze Nizozemské revoluce (1555–1609). Právě ta upečená drůbež představuje potupu a neschopnost šlechtice ve vedení Nizozemí. Celkově výjev zobrazuje lhostejnost nizozemských občanů, kteří se nebáli přijmout nové významné politické a náboženské změny, které zásadně ovlivnily fungování státu.